# Plagiostachys philippinensis
Plagiostachys philippinensis är en enhjärtbladig växtart som beskrevs av Henry Nicholas Ridley. Plagiostachys philippinensis ingår i släktet Plagiostachys och familjen Zingiberaceae.
Artens utbredningsområde är Filippinerna. Inga underarter finns listade i Catalogue of Life.